# Batalla de Mollerussa
La batalla de Mollerussa fou una de les batalles de la conquesta almoràvit d'Al-Àndalus.

## Antecedents
Mollerussa va convertir-se en zona fronterera entre el comtat d'Urgell i el Comtat de Barcelona. Ramon Berenguer I va atorgar a Berenguer Gombau, senyor d'Anglesola, els drets sobre el territori i el 1079 hi ha la primera documentació que parla de Mollerussa, un segle abans de la seva carta de població.
A la mort de Sulayman Sayyid-ad-Dawla, Muhàmmad ibn al-Hajj va conquerir i annexionar l'Emirat de Làrida i reconquereixen Balaguer, i Guerau II de Cabrera, seguint les ordres del seu senyor Ermengol V va conquerir la ciutat breument l'any 1100 o 1101, que es perdé a mals dels almoràvits.

## Batalla
El 14 de setembre de 1102 es va lluitar contra els almoràvits la batalla de Moyeruca, identificada com Mollerussa, en la qual va morir el comte Ermengol V d'Urgell amb tres-cents cavallers i molts altres cristians.

## Conseqüències
L'escassa puixança i projecció al nord de Làrida va afavorir que en 1105 el tutor d'Ermengol VI d'Urgell, Pedro Ansúrez, conquerís definitivament la important plaça musulmana de Balaguer.